# 艮部
艮部（）は、漢字を部首により分類したグループの一つ。
康熙字典214部首では138番目に置かれる（6画の21番目、未集の21番目）。

## 概要
「艮」字は『易』の八卦あるいは六十四卦の一つである艮を意味する。艮卦は止まることや山・手などの象徴である。方位は東北方を指し、十二支の丑と寅に相当する。このため日本語で「うしとら」と呼ばれる。
「目」が「人」の反転字である「ヒ」（「比」などを参照）の上にある会意文字である。その解釈として『説文解字』は「很」（音はコン、もとるの意）であり、目で睨んで互いに譲らないとする。
その他、「狠」（音はコン、凶悪の意）の本字で、振り返った人が目を怒らせて見る様子に象るとしたり、呪眼を象るとした説がある。
偏旁の意符としては眼に関することを示すと思われるが、意符でほとんど用いられることはなく、もっぱらコンといった音を表す声符として使われる。
そのため「艮」を構成要素とする漢字はほとんどが意符に従って他の部に収録されており、艮部が収めるのは他の部に分類できなかったもの、「良」のように楷書で「艮」の字形に似た筆画をも持つものをわずかに収めるのみで、大漢和辞典での収録字数は全ての部首で最も少ない6字である。Unicodeでも艮部の所属漢字の収録字数はかなり少ないが、2024年現在のUnicodeでは玄部のそれが艮部のそれを下回っている。
艮部は初めて214部首を立てた『字彙』で採用された。それまでは艮部に所属する字はそれぞれ別の部に属していた。例えば『説文解字』や『玉篇』では「艮」は匕部に、「良」は畗（畐）部に、「艱」は菫部に置かれていた。
現代中国の部首分類法の一つである「GB13000.1字符集漢字部首帰部規範」では、意符・音符の区別なくただ字形による一定の規則で部首を決定できるようになっており、左・上・外が部首であれば無条件でそれを取るようになっているため、それによれば「垦」（墾の簡体字）・「恳」（懇の簡体字）が艮部に属することになる。

## 部首の通称
- 日本：こんづくり、ごんづくり、ごん、ねづくり（「根」の旁から）、うしとら
- 韓国：괘이름간부（gwaeireum gan bu、卦の名称の艮部）・간괘간부（gan'gwae gan bu、艮卦の艮部）・그칠간부（geuchil gan bu、止まる艮部）・머무를간부（meomureul gan bu、止める艮部）
- 英米：Radical stopping

## 部首字
艮
- 中古音
  - 広韻 - 古恨切、恨韻、去声
  - 詩韻 - 願韻、去声
  - 三十六字母 - 見母
- 現代音
  - 普通話 - ピンイン：gèn 注音：ㄍㄣˋ ウェード式：ken4
  - 広東語 - Jyutping:gan3 イェール式:gan3
- 日本語 - 音：ゴン（慣用音）・コン（漢音・呉音） 訓：うしとら
- 朝鮮語 - 音：간(gan) 訓：괘이름（gwae ireum、卦の名称）

## 例字
- 艮
  - 1:良・11:艱